# 农丰满族锡伯族镇
农丰满族锡伯族镇是中国黑龙江省哈尔滨市双城市下辖的一个镇，位于双城市西北。